# Aganur
Aganur (ros. Аганур) – wieś (dieriewnia) w Rosji, w Mari El, w rejonie kużenierskim. W 2021 liczyła 142 mieszkańców.